# Município de Beaver (condado de Mahoning, Ohio)
Localização do Ohio nos E.U.A.
O município de Beaver (em inglês: Beaver Township) é um município localizado no condado de Mahoning no estado estadounidense de Ohio. No ano 2010 tinha uma população de 6711 habitantes e uma densidade populacional de 73,32 pessoas por km².

## Geografia
O município de Beaver encontra-se localizado nas coordenadas 40° 56′ 43″ N, 80° 41′ 09″ O. Segundo o Departamento do Censo dos Estados Unidos, o município tem uma superfície total de 91.53 km², da qual 87.35 km² correspondem a terra firme e (4.57%) 4.18 km² é água.

## Demografia
Segundo o censo de 2010, tinha 6711 pessoas residindo no município de Beaver. A densidade de população era de 73,32 hab./km².